# Claudia Tenney

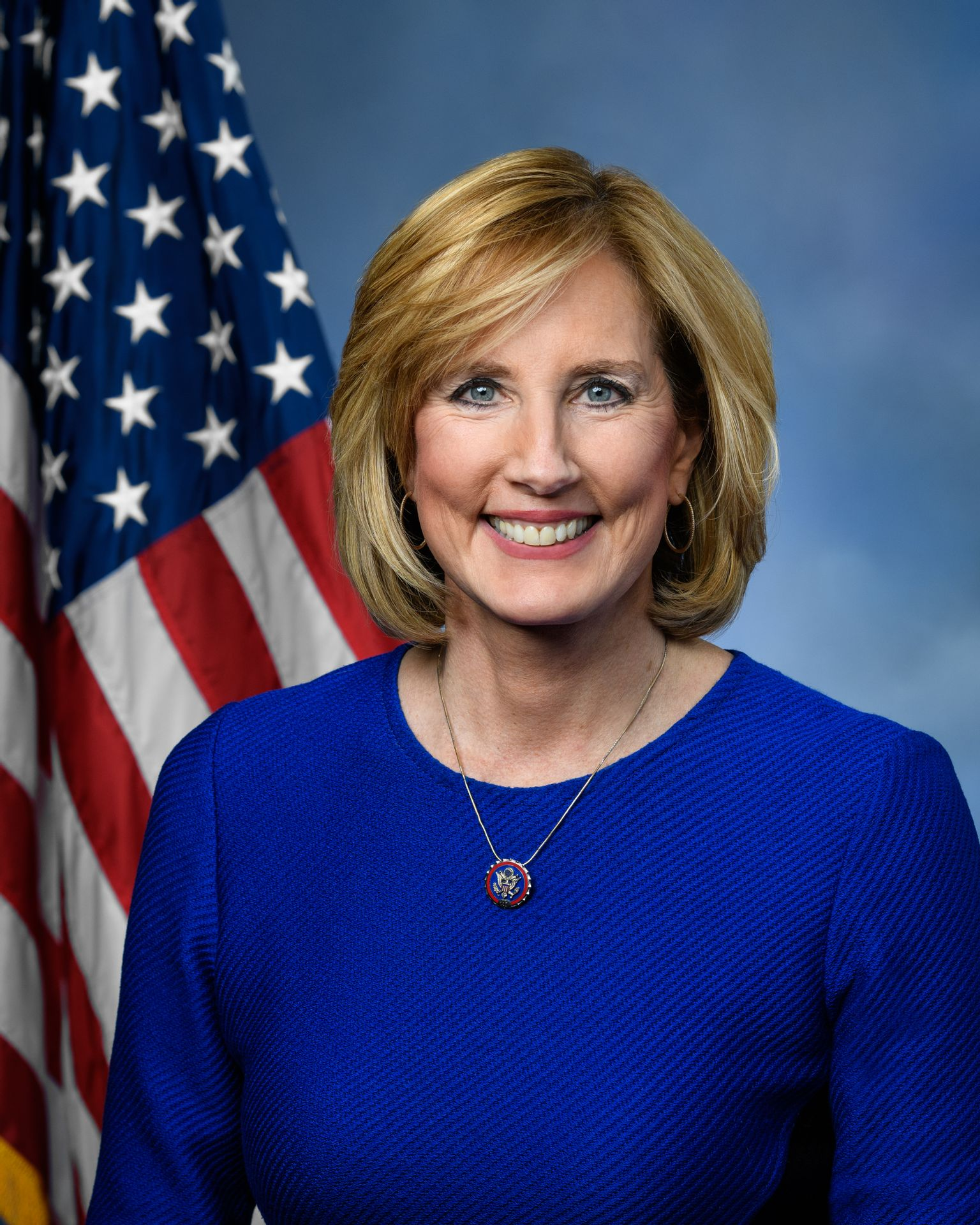
Claudia Tenney (2021)

Claudia Tenney (* 4. Februar 1961 in New Hartford, New York) ist eine US-amerikanische Politikerin der Republikanischen Partei. Von 2017 bis 2019 und wieder seit 2021 vertritt sie den 22. Distrikt des Bundesstaats New York im Repräsentantenhaus der Vereinigten Staaten.

## Familie, Ausbildung und Beruf
Sie besuchte bis 1979 die New Hartford High School in ihrer Heimatstadt. Zwischen 1979 und 1983 studierte Tenney an der Colgate University im Hamilton Township. Nach einem anschließenden Jurastudium mit Abschluss als Juris Doctor (J.D.) am Taft College of Law, das zur University of Cincinnati gehört, wurde sie 1987 als Rechtsanwältin zugelassen. In diesem Beruf arbeitet sie neben ihren anderen Tätigkeiten bis heute. Zwischenzeitlich war sie für einige Zeit beim Konsulat der damaligen Republik Jugoslawien angestellt. Daneben war sie im familieneigenen Presseunternehmen Tenney Media Group zwischen 1997 und 2004 als Herausgeberin und Beraterin tätig. Überdies war sie noch bei einigen anderen Medienfirmen angestellt, bei einigen war sie sogar Miteigentümerin. Seit 2001 arbeitet sie auch als Radiomoderatorin. In ihrer Heimat ist sie Mitglied zahlreicher Organisationen und Vereinigungen.

## Politische Laufbahn
Zwischen 2010 und 2016 war sie Mitglied der New York State Assembly, ab 2010 für den 110., ab 2012 für den 101. Wahlbezirk. Im Jahr 2014 kandidierte sie erstmals für den Kongress, scheiterte aber in der Vorwahl ihrer Partei im 22. Kongresswahlbezirk New Yorks am langjährigen Mandatsinhaber Richard L. Hanna mit 46,5 zu 53,5 Prozent der Stimmen. Bei der Wahl 2016 verzichtete Hanna auf eine Wiederwahl, woraufhin Tenney in der Vorwahl zur Kandidatin der Republikaner bestimmt wurde. In der Hauptwahl im November 2016 wurde Tenney im 22. Kongresswahlbezirk gegen die Demokratin Kim Myers in das US-Repräsentantenhaus in Washington, D.C. gewählt, wo sie am 3. Januar 2017 die Nachfolge Hannas antrat. Vor der Wahl 2018 galt sie als gefährdet; die meisten Beobachter prognostizierten eine völlig offene Wahl, teils mit leichten Vorteilen für ihren demokratischen Herausforderer Anthony Brindisi. Schlussendlich verlor sie die Wahl gegen Brindisi knapp mit 1.293 Stimmen Rückstand und schied damit im Januar 2019 aus dem Repräsentantenhaus aus.
Bei der Wahl zum US-Repräsentantenhaus des Jahres 2020 kandidierte sie erneut – dieses Mal gegen den amtierenden Kongressabgeordneten Anthony Brindisi. Bei insgesamt 312.087 abgegebenen Stimmen war das Wahlergebnis so knapp, dass ein New Yorker Gericht mit der Überprüfung der Wahl beauftragt werden musste. Schließlich entschied der Richter an einem Staatsgericht Scott DelConte am 5. Februar 2021, drei Monate nach der Wahl und einen Monat nach der Konstituierung des neuen Kongresses, dass Claudia Tenney mit einem Vorsprung von 109 Stimmen (156.098 gegen 155.989 Stimmen für Brindisi) die Wahl gewonnen hatte.
Die Primary (Vorwahl) ihrer Partei für die Wahlen 2022, nunmehr für den 24. Distrikt, am 23. August konnte sie mit 53,6 % gewinnen. Bei der allgemeinen Wahl trat sie am 8. November 2022 gegen Steven Holden von der Demokratischen Partei an. Sie konnte die Wahl mit 65,9 % der Stimmen für sich entscheiden und war dadurch auch im Repräsentantenhaus des 118. Kongresses vertreten. Sie folgte damit auf ihren Parteikollegen John Katko, der auf eine erneute Kandidatur verzichtet hatte. In der Vorwahl zur Kongresswahl 2024 setzte sie sich mit 61,4 % durch und gewann die Hauptwahl gegen den Demokraten David Wagenhauser mit 65,7 %. Ihre aktuelle, insgesamt vierte Legislaturperiode im Repräsentantenhaus des 119. Kongresses läuft noch bis zum 3. Januar 2027.

### Positionen
Sie forderte im Juni 2024 von Gouverneurin Kathy Hochul, dass sie Donald Trump in der Strafsache New York v. Trump begnadige. 2025 brachte sie einen Gesetzentwurf ein, den Geburtstag Donald Trumps zu einem bundesweiten gesetzlichen Feiertag zu machen, und ihn so als „Begründer des Goldenen Zeitalters von Amerika zu würdigen.“

### Ausschüsse
Sie ist aktuell Mitglied in folgendem Ausschuss des Repräsentantenhauses:
- United States House Committee on Science, Space, and Technology
  - Energy
- Committee on Ways and Means
  - Health
  - Trade

Zuvor war sie auch unter anderem im Committee on Financial Services vertreten.